# Joanna Klimas
Joanna Klimas (ur. 1955 w Olsztynie) – polska psycholog i projektantka mody, twórczyni marki „Joanna Klimas“.

## Życiorys
Po ukończeniu nauki w XV Liceum Ogólnokształcącym z Oddziałami Dwujęzycznymi im. Narcyzy Żmichowskiej w Warszawie studiowała na Wydziale Psychologii Uniwersytetu Warszawskiego, gdzie uzyskała w 1982 dyplom magisterski z psychologii klinicznej człowieka dorosłego. W latach 1983–1992 pracowała zawodowo jako terapeutka w Ośrodku Terapii i Rozwoju Osobowości oraz Laboratorium Psychoedukacji. Współpracowała z Wojciechem Eichelbergerem, Zofią Milską-Wrzosińską i Jackiem Santorskim.
W 1993 wraz z mężem zaczęła prowadzić szwalnię na warszawskim Targówku, którą w 1997 przeniosła na Wolę. W 1996 otworzyła własny butik przy ul. Chmielnej w Warszawie, a także zaprezentowała swoją pierwszą kolekcję na pokazie mody organizowanym w klubie „Tango”. W 1997 i 1998 otrzymała tytuł „najlepszego projektanta roku” od redakcji polskiego wydania czasopisma „Elle”.
Ma córkę Natalię (ur. 1982), która jest aktorką. W latach 90. związała się z fotografem Jackiem Porembą.